# Pacoros (coper)
Pacoros (Pacorus) fou un notable part contemporani d'un altra Pacoros, el fill del rei Orodes. Tenia el càrrec de coper del rei.
Quan el príncep Pacoros va derrotar a Saxa, qüestor de Marc Antoni (any 40 aC) i va assolar part de Síria, Antígon, fill d'Aristòbul II, li va demanar ajut per assolir el tron de Judea; el príncep Pacoros va enviar a la zona al coper Pacoros (segons Flavi Josep) i al general Bazafarnes, al front d'un fort exèrcit, que es va presentar a Jerusalem que es va rendir. Hircà II i Fasael van caure presoners poc després, i Herodes el Gran va fugir i va arribar a Roma. Pacoros el coper ja no torna a ser esmentat.